# Potsdamgletscher
Der Potsdamgletscher ist ein Gletscher an der Prinzessin-Astrid-Küste des ostantarktischen Königin-Maud-Lands. Er mündet zwischen dem Wohlthat-Massiv und der Schirmacher-Oase in das Nivlisen.
Deutsche Wissenschaftler benannten ihn 1998 nach der deutschen Stadt Potsdam.